# Стюарт Морріс
Стюарт Морріс (англ. Stewart Morris, 25 травня 1909 — 24 лютого 1991) — британський яхтсмен.
Олімпійський чемпіон 1948 року в класі Ластівка.